# Mistrzostwa Europy w Lekkoatletyce 1990
XV Mistrzostwa Europy w Lekkoatletyce rozgrywane były w dniach 27 sierpnia-1 września 1990 w Splicie. Najjaśniejszymi gwiazdami tych mistrzostw byli, wschodnioniemiecka sprinterka Katrin Krabbe, która zdobyła aż trzy złote medale oraz francuska sztafeta 4 × 100 metrów mężczyzn, która ostatniego dnia zawodów pobiła rekord świata. Były to także ostatnie mistrzostwa starego kontynentu na których wystąpiły reprezentacje Czechosłowacji, NRD, RFN, Związku Radzieckiego, oraz gospodarza imprezy komunistycznej Jugosławii.

## Klasyfikacja medalowa
| Klasyfikacja medalowa |                 |    |    |    |       |
| Miejsce               | Państwo         |    |    |    | Razem |
| 1                     | NRD             | 12 | 12 | 10 | 34    |
| 2                     | Wielka Brytania | 9  | 5  | 4  | 18    |
| 3                     | ZSRR            | 6  | 9  | 6  | 21    |
| 4                     | Włochy          | 5  | 2  | 5  | 12    |
| 5                     | Francja         | 3  | 2  | 5  | 10    |
| 6                     | RFN             | 3  | 2  | 2  | 7     |
| 7                     | Jugosławia      | 2  | 1  | 1  | 3     |
| 8                     | Portugalia      | 1  | 0  | 1  | 2     |
| 9                     | Czechosłowacja  | 1  | 0  | 0  | 1     |
| 9                     | Finlandia       | 1  | 0  | 0  | 1     |
| 11                    | Hiszpania       | 0  | 2  | 0  | 2     |
| 11                    | Węgry           | 0  | 2  | 0  | 2     |
| 13                    | Szwecja         | 0  | 1  | 3  | 4     |
| 14                    | Bułgaria        | 0  | 1  | 1  | 2     |
| 14                    | Norwegia        | 0  | 1  | 1  | 2     |
| 14                    | Szwajcaria      | 0  | 1  | 1  | 2     |
| 17                    | Holandia        | 0  | 1  | 0  | 1     |
| 17                    | Rumunia         | 0  | 1  | 0  | 1     |
| 19                    | Polska          | 0  | 0  | 2  | 2     |
| 20                    | Austria         | 0  | 0  | 1  | 1     |

## Mężczyźni

### konkurencje biegowe
| konkurencja           | złoto                                                                                | złoto      | srebro                                                                             | srebro   | brąz                                                                 | brąz     |
| --------------------- | ------------------------------------------------------------------------------------ | ---------- | ---------------------------------------------------------------------------------- | -------- | -------------------------------------------------------------------- | -------- |
| 100 m                 | Linford Christie · Wielka Brytania                                                   | 10,00      | Daniel Sangouma · Francja                                                          | 10,04    | John Regis · Wielka Brytania                                         | 10,07    |
| 200 m                 | John Regis · Wielka Brytania                                                         | 20,11 CR   | Jean-Charles Trouabal · Francja                                                    | 20,31    | Linford Christie · Wielka Brytania                                   | 20,33    |
| 400 m                 | Roger Black · Wielka Brytania                                                        | 45,08      | Thomas Schönlebe · NRD                                                             | 45,13    | Jens Carlowitz · NRD                                                 | 45,27    |
| 800 m                 | Tom McKean · Wielka Brytania                                                         | 1:44,76    | David Sharpe · Wielka Brytania                                                     | 1:45,59  | Piotr Piekarski · Polska                                             | 1:45,76  |
| 1500 m                | Jens-Peter Herold · NRD                                                              | 3:38,35    | Gennaro Di Napoli · Włochy                                                         | 3:38,00  | Mário da Silva · Portugalia                                          | 3:38,73  |
| 5000 m                | Salvatore Antibo · Włochy                                                            | 13:22,00   | Gary Staines · Wielka Brytania                                                     | 13:22,45 | Sławomir Majusiak · Polska                                           | 13:22,92 |
| 10 000 m              | Salvatore Antibo · Włochy                                                            | 27:41,27   | Are Nakkim · Norwegia                                                              | 28:04,04 | Stefano Mei · Włochy                                                 | 28:04,46 |
| maraton               | Gelindo Bordin · Włochy                                                              | 2:14:02    | Giovanni Poli · Włochy                                                             | 2:14:55  | Dominique Chauvelier · Francja                                       | 2:15:20  |
| 110 m ppł             | Colin Jackson · Wielka Brytania                                                      | 13,18 CR   | Tony Jarrett · Wielka Brytania                                                     | 13,21    | Dietmar Koszewski · RFN                                              | 13,50    |
| 400 m ppł             | Kriss Akabusi · Wielka Brytania                                                      | 47,92      | Sven Nylander · Szwecja                                                            | 48,43    | Niklas Wallenlind · Szwecja                                          | 48,52    |
| 3000 m z przeszkodami | Francesco Panetta · Włochy                                                           | 8:12,66 CR | Mark Rowland · Wielka Brytania                                                     | 8:13,27  | Alessandro Lambruschini · Włochy                                     | 8:15,82  |
| sztafeta 4 x 100 m    | Francja · Max Morinière · Daniel Sangouma · Jean-Charles Trouabal · Bruno Marie-Rose | 37,79 WR   | Wielka Brytania · Darren Braithwaite · John Regis · Marcus Adam · Linford Christie | 37,98    | Włochy · Mario Longo · Ezio Madonia · Sandro Floris · Stefano Tilli  | 38,39    |
| sztafeta 4 x 400 m    | Wielka Brytania · Paul Sanders · Kriss Akabusi · John Regis · Roger Black            | 2:58,22 ER | RFN · Klaus Just · Edgar Itt · Carsten Köhrbrück · Norbert Dobeleit                | 3:00,64  | NRD · Rico Lieder · Karsten Just · Thomas Schönlebe · Jens Carlowitz | 3:01,51  |
| chód 20 km            | Pavol Blažek · Czechosłowacja                                                        | 1:22:05    | Daniel Plaza · Hiszpania                                                           | 1:22:22  | Thierry Toutain · Francja                                            | 1:23:22  |
| chód 50 km            | Andriej Pierłow · ZSRR                                                               | 3:54:25    | Bernd Gummelt · NRD                                                                | 3:56:33  | Hartwig Gauder · NRD                                                 | 4:00:48  |

### konkurencje techniczne
| konkurencja    | złoto                           | złoto    | srebro                      | srebro | brąz                        | brąz  |
| -------------- | ------------------------------- | -------- | --------------------------- | ------ | --------------------------- | ----- |
| skok wzwyż     | Dragutin Topić · Jugosławia     | 2,34 CR  | Aleksiej Jemielin · ZSRR    | 2,34   | Georgi Dykow · Bułgaria     | 2,34  |
| skok o tyczce  | Rodion Gataullin · ZSRR         | 5,85 CR  | Grigorij Jegorow · ZSRR     | 5,75   | Hermann Fehringer · Austria | 5,75  |
| skok w dal     | Dietmar Haaf · RFN              | 8,25     | Ángel Hernández · Hiszpania | 8,15   | Borut Bilačs · Jugosławia   | 8,00  |
| trójskok       | Leonid Wołoszyn · ZSRR          | 17,74    | Christo Markow · Bułgaria   | 17,43  | Igor Łapszyn · ZSRR         | 17,34 |
| pchnięcie kulą | Ulf Timmermann · NRD            | 21,32    | Oliver-Sven Buder · NRD     | 21,01  | Georg Andersen · Norwegia   | 20,71 |
| rzut dyskiem   | Jürgen Schult · NRD             | 64,58    | Erik de Bruin · Holandia    | 64,46  | Wolfgang Schmidt · Niemcy   | 64,10 |
| rzut młotem    | Ihar Astapkowicz · ZSRR         | 84,14    | Tibor Gécsek · Węgry        | 80,14  | Igor Nikulin · ZSRR         | 80,02 |
| rzut oszczepem | Steve Backley · Wielka Brytania | 87,30 CR | Wiktor Zajcew · ZSRR        | 83,30  | Patrik Bodén · Szwecja      | 82,66 |
| dziesięciobój  | Christian Plaziat · Francja     | 8574     | Dezső Szabó · Węgry         | 8436   | Christian Schenk · NRD      | 8433  |

## Kobiety

### konkurencje biegowe
| konkurencja        | złoto                                                                  | złoto    | srebro                                                                           | srebro   | brąz                                                                             | brąz     |
| ------------------ | ---------------------------------------------------------------------- | -------- | -------------------------------------------------------------------------------- | -------- | -------------------------------------------------------------------------------- | -------- |
| 100 m              | Katrin Krabbe · NRD                                                    | 10,89 CR | Silke Möller · NRD                                                               | 11,10    | Kerstin Behrendt · NRD                                                           | 11,17    |
| 200 m              | Katrin Krabbe · NRD                                                    | 21,95    | Heike Drechsler · NRD                                                            | 22,19    | Galina Malczugina · ZSRR                                                         | 22,23    |
| 400 m              | Grit Breuer · NRD                                                      | 49,50WJR | Petra Müller · NRD                                                               | 50,51    | Marie-José Pérec · Francja                                                       | 50,84    |
| 800 m              | Sigrun Wodars · NRD                                                    | 1:55,87  | Christine Wachtel · NRD                                                          | 1:56:11  | Lilija Nurutdinowa · ZSRR                                                        | 1:57,39  |
| 1500 m             | Snežana Pajkić · Jugosławia                                            | 4:08,12  | Ellen Kießling · NRD                                                             | 4:08,67  | Sandra Gasser · Szwajcaria                                                       | 4:08,89  |
| 3000 m             | Yvonne Murray · Wielka Brytania                                        | 8:43,06  | Jelena Romanowa · ZSRR                                                           | 8::43,68 | Roberta Brunet · Włochy                                                          | 8:46,19  |
| 10 000 m           | Jelena Romanowa · ZSRR                                                 | 31:46,83 | Kathrin Ullrich · NRD                                                            | 31:47,70 | Annette Sergent · Francja                                                        | 31:51,68 |
| maraton            | Rosa Mota · Portugalia                                                 | 2:31:27  | Walentina Jegorowa · ZSRR                                                        | 2:31:32  | Maria Lelut Rebello · Francja                                                    | 2:35:51  |
| 100 m ppł          | Monique Éwanjé-Épée · Francja                                          | 12,79    | Gloria Siebert · NRD                                                             | 12,91    | Lidzija Jurkowa · ZSRR                                                           | 12,92    |
| 400 m ppł          | Tatjana Ledowska · ZSRR                                                | 53,62    | Anita Protti · Szwajcaria                                                        | 54,36    | Monica Westén · Szwecja                                                          | 55,45    |
| sztafeta 4 × 100 m | NRD · Silke Möller · Katrin Krabbe · Kerstin Behrendt · Sabine Günther | 41,68 CR | RFN · Gabi Lippe · Ulrike Sarvari · Andrea Thomas · Silke Knoll                  | 43,09    | Wielka Brytania · Stephi Douglas · Beverly Kinch · Simmone Jacobs · Paula Thomas | 43,32    |
| sztafeta 4 × 400 m | NRD · Manuela Derr · Annett Hesselbarth · Petra Müller · Grit Breuer   | 3:21,02  | ZSRR · Jelena Winogradowa · Ludmiła Dżygałowa · Jelena Ruzina · Tatjana Ledowska | 3:23,34  | Wielka Brytania · Sally Gunnell · Jennifer Stoute · Pat Beckford · Linda Staines | 3:24,78  |
| chód 10 km         | Annarita Sidoti · Włochy                                               | 44:00    | Olga Kardopolcewa · ZSRR                                                         | 44:06    | Ileana Salvador · Włochy                                                         | 44:38    |

### konkurencje techniczne
| konkurencja    | złoto                        | złoto   | srebro                        | srebro | brąz                   | brąz  |
| -------------- | ---------------------------- | ------- | ----------------------------- | ------ | ---------------------- | ----- |
| skok wzwyż     | Heike Henkel · Niemcy        | 1,99    | Biljana Petrović · Jugosławia | 1,96   | Jelena Jelesina · ZSRR | 1,96  |
| skok w dal     | Heike Drechsler · NRD        | 7,30 CR | Marieta Ilcu · Rumunia        | 7,02   | Helga Radtke · NRD     | 6,94  |
| pchnięcie kulą | Astrid Kumbernuss · NRD      | 20,38   | Natalia Lisowska · ZSRR       | 20,06  | Kathrin Neimke · NRD   | 19,96 |
| rzut dyskiem   | Ilke Wyludda · NRD           | 68,46   | Olga Burowa · ZSRR            | 66,72  | Martina Hellmann · NRD | 66,66 |
| rzut oszczepem | Päivi Alafrantti · Finlandia | 67,68   | Karen Forkel · NRD            | 67,56  | Petra Felke · NRD      | 66,36 |
| siedmiobój     | Sabine Braun · Niemcy        | 6688    | Heike Tischler · NRD          | 6572   | Peggy Beer · NRD       | 6531  |

## Objaśnienia skrótów
WR – rekord świata
ER – rekord Europy
CR – rekord mistrzostw Europy
WJR – rekord świata juniorów